# 茯苓
茯苓（學名：Wolfiporia extensa），又称玉灵、茯灵、万灵桂、茯菟、茯苓神、伏靈，是多孔菌科真菌茯苓的干燥菌核，常寄生在松树根上，形如甘薯，球状，外皮淡棕色或黑褐色，内部粉色或白色，精制后稱為白茯苓或者云苓。在《神农本草经》中被列为木部上品之首。
茯苓与土茯苓名称相似，因此易混。土茯苓是菝葜科植物光叶菝葜（Smilax glabra）的根，外皮黄棕色或灰褐色，与茯苓完全无关。

## 藥用

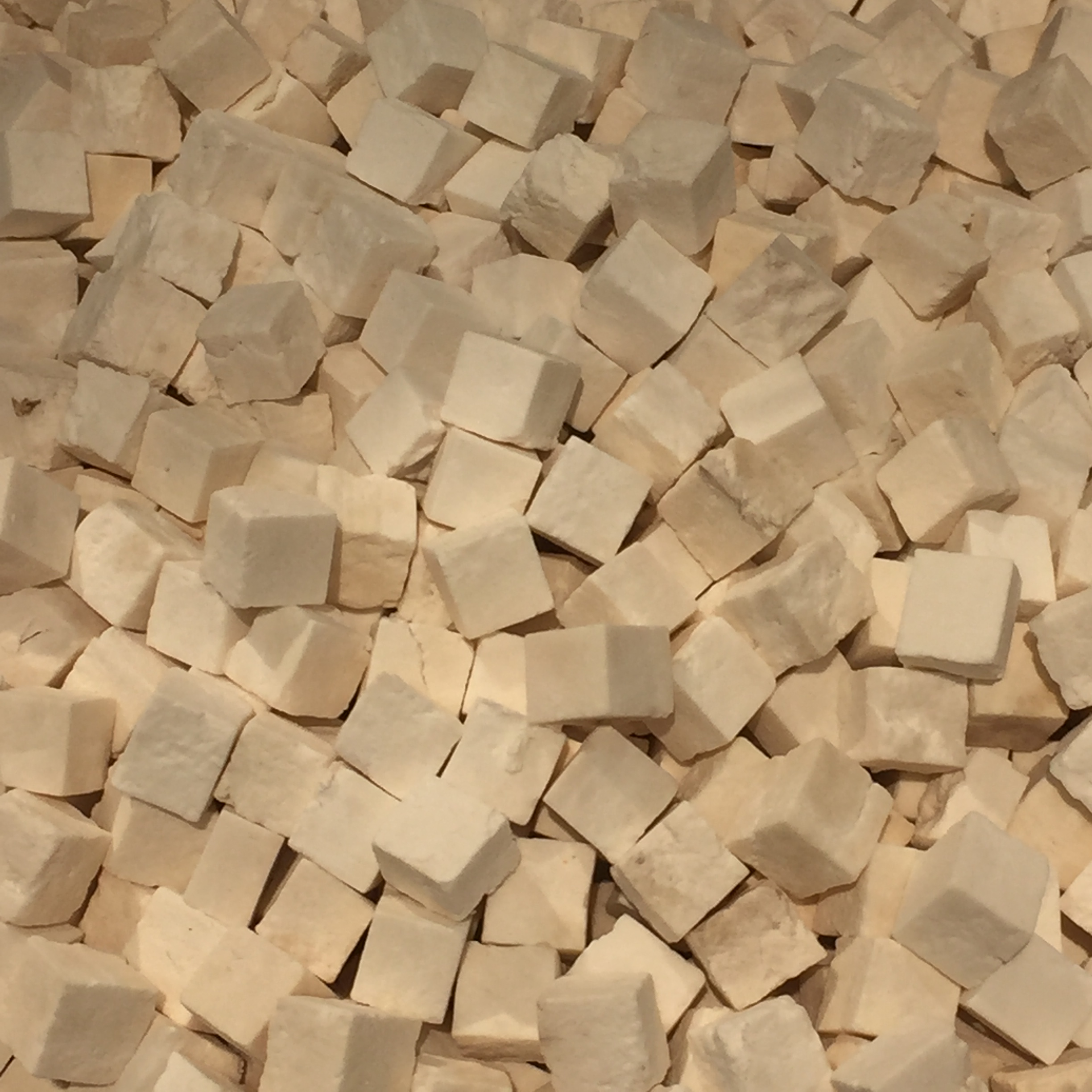
茯苓立方体

茯苓的不同部分在傳統中藥裡有不同的功效，大致可分為下列四部分：
- 真菌最外層的褐色外皮叫茯苓皮，
- 茯苓皮以下，分別是淡紅色的赤茯苓或朱茯苓、
- 再之下是白色的白茯苓，
- 以及連接樹根的部分是茯神。

另外，也有一整塊茯苓連同松樹根一起切成片的，叫作「抱心茯神」。
而在雲南出產的茯苓，亦叫作「雲苓」。
在嶺南地區，茯苓可作為煲老火湯的材料（主要配搭為龜類）。而茯苓餅則為北京地區的特產；在閩南以及臺灣，亦有名為茯苓糕的糕點，是以茯苓粉與米粉過篩再蒸製而成。中醫認為茯苓的功效在於主胸脅逆氣、憂恚、驚邪、恐悸、心下結痛，寒熱煩滿咳，逆口焦舌乾。茯苓利尿，久服安魂、養神、耐飢、延年。
食物營養學則表明茯苓含有茯苓多醣體（例如：羧甲基多糖，有鎮靜安神作用）和不溶性膳食纖維，可促進胃排空，少身對於碳水化合物與脂肪的吸收，降低空腹血糖濃度，減少胰島素需要量，還能控制餐後血糖代謝﹔另外，茯苓能恢復自身胰島勁能，進而達到降糖的效果。

## 性味
味甘、淡，性平。归心、脾、肺、肾经。

## 功效
利水渗湿，健脾安神。

## 延伸阅读
[在维基数据编辑]
 《植物名實圖考·茯苓》，出自吳其濬《植物名實圖考》

## 外部連結
- 茯苓 中藥材圖像數據庫  (香港浸會大學中醫藥學院) （中文）（英文）
- 茯苓 Fu Ling （页面存档备份，存于） 中藥標本數據庫 (香港浸會大學中醫藥學院) （繁體中文）（英文）
- 茯神 Fu Shen （页面存档备份，存于） 中藥標本數據庫 (香港浸會大學中醫藥學院) （繁體中文）（英文）
- 茯苓 中藥方劑圖像數據庫 (香港浸會大學中醫藥學院) （中文）（英文）
- 茯神 中藥方劑圖像數據庫 (香港浸會大學中醫藥學院) （中文）（英文）